# Pilisvörösvári járás
A Pilisvörösvári járás Pest vármegyéhez tartozó járás Magyarországon 2013-tól, székhelye Pilisvörösvár. Területe 130,81 km², népessége 52 466 fő, népsűrűsége pedig 401 fő/km² volt 2013. elején. 2013. július 15-én két város (Pilisvörösvár és Piliscsaba) és 7 község tartozott hozzá.
A Pilisvörösvári járás a 2013-ban újonnan létrehozott járások közé tartozik, a járások 1983-as megszüntetése előtt nem létezett, Pilisvörösvár korábban soha nem töltött be járási székhely szerepet.

## Települései
| Település      | Rang (2013. július 15.) | Közös hivatal | Kistérség (2013. január 1.) | Népesség (2013. január 1.) | Terület (km²) |
| -------------- | ----------------------- | ------------- | --------------------------- | -------------------------- | ------------- |
| Pilisvörösvár  | járásszékhely város     |               | Pilisvörösvári              | 13 838                     | 24,3          |
| Piliscsaba     | város                   |               | Pilisvörösvári              | 7 950                      | 25,57         |
| Solymár        | nagyközség              |               | Pilisvörösvári              | 9 901                      | 17,86         |
| Pilisborosjenő | község                  |               | Pilisvörösvári              | 3 481                      | 9,27          |
| Pilisjászfalu  | község                  | Pilisjászfalu | Pilisvörösvári              | 1 571                      | 6,97          |
| Pilisszántó    | község                  |               | Pilisvörösvári              | 2 865                      | 15,96         |
| Pilisszentiván | község                  |               | Pilisvörösvári              | 4 165                      | 8,12          |
| Tinnye         | község                  | Pilisjászfalu | Pilisvörösvári              | 1 604                      | 16,1          |
| Üröm           | község                  |               | Pilisvörösvári              | 7 091                      | 6,66          |